# Alex Valdez
Alex Valdez – filipiński zapaśnik w stylu klasycznym i wolnym.
Dwukrotny srebrny i brązowy medalista mistrzostw Azji Południowo-Wschodniej i srebrny igrzysk Azji Południowo-Wschodniej w 1997. Drugi i trzeci w Pucharze Azji i Oceanii w 1998 roku.